# Вазописець Примато

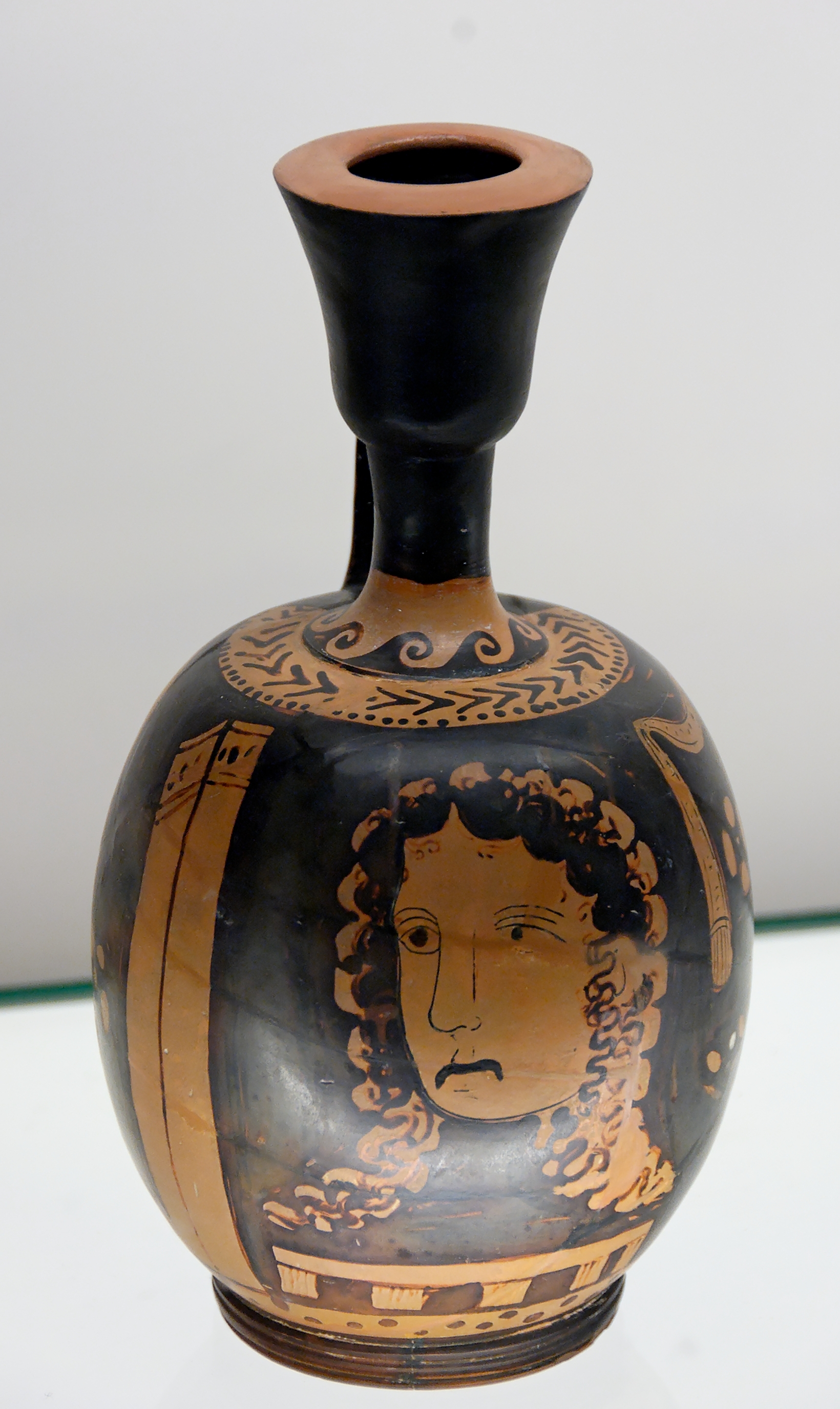
Лекіф із зображенням трагічної маски та пальмет, Британський музей

Вазописець Примато (англ. Primato Painter, нім. Primato-Maler) — анонімний давньогрецький вазописець, працював у червонофігурній техніці. Провідний луканійський вазописець третьої чверті IV століття до н. е., ідентифікований Артуром Дейлом Трендалом. Характерним для Вазописця Примато та вазописців, так званої, Групи Примато було зображенням жіночих облич в профіль та, як правило, лівої сторони обличчя.

## Відомі роботи
- лекіф у Британському музеї GR 1958.2-14.1 із зображенням трагічної маски та пальмет.[1]
- ваза у Ватиканському музеї U 32.[1]
- ваза у Луврі F 35.[1]
- кратер у Луврі K 518 із зображенням Геракла в оточенні богів Гермеса та крилатої Ніки.[3]
- несторида у Луврі K 537 із зображенням Геракла і кентавра Несса.
- несторида у Луврі K 534 із зображенням жінки із фіалою.
- кратер з волютами, Національна галерея Вікторії, Мельбурн.[4]